# En acústico
En acústico è un album dal vivo del cantautore spagnolo Pablo Alborán, pubblicato nel 2011.

## Tracce
1. Desencuentro
2. Solamente tú
3. Miedo
4. Caramelo
5. Vuelve conmigo
6. Me colé por la puerta de atrás
7. Volver a empezar
8. Loco de atar
9. Ladrona de mi piel
10. No te olvidaré
11. Perdóname
12. Te he echado de menos
13. Cuando te alejas
14. Solamente tú (con Diana Navarro)
15. Perdóname (con Carminho; in portoghese)
16. Perdóname (con Carminho)
17. No te olvidaré

## Classifiche
| Classifica (2011) | Posizione massima |
| ----------------- | ----------------- |
| Portogallo        | 1                 |
| Spagna            | 1                 |